# Nathalie Delon
Francine Canovas (Uchda, 1 de agosto de 1941-París, 21 de enero de 2021), conocida por el nombre artístico de Nathalie Delon, fue una actriz y directora de cine francesa.

## Biografía
Nació en Uchda en Marruecos, luego bajo el Protectorado francés en Marruecos, en una familia de origen español. Era hija de Louis Canovas (1915-2003), pied-noir de Orán (Argelia), gerente de una empresa de transporte en Marruecos, que la abandonó a los ocho meses en 1942. Su madre era de Melilla.
Se casó por primera vez con Guy Barthélémy, un conscripto oriundo del norte de Francia, que más tarde se convirtió en representante del Groupe ONA (Omnium Marocain d'Assurance). Tuvieron una hija —llamada también Nathalie—, pero pronto se divorciaron. El 13 de agosto de 1964, Nathalie se casó en Loir-et-Cher con el actor Alain Delon, con quien esperaba un hijo.
Después de la boda, a la que asistieron el alcalde y dos testigos, la pareja abordó el SS France en Le Havre para una luna de miel en los Estados Unidos. Luego fueron directamente a Hollywood porque Alain Delon tenía un contrato con la Metro-Goldwyn-Mayer (MGM), pero pronto fue rescindido por la compañía estadounidense.
Su hijo, Anthony Delon, nació el mes siguiente en el Centro Médico Cedars-Sinai en Los Ángeles. La familia Delon vivió en los Estados Unidos durante un año, antes de regresar a París.
En 1967 se convirtió en actriz de cine con un papel secundario en la película El silencio de un hombre (Le Samouraï) de Jean-Pierre Melville.
El 14 de febrero de 1969 se divorció, después de cuatro años y medio de matrimonio. 
A partir de entonces continuó su carrera como actriz hasta la década de 1980. También dirigió dos películas, Ils appellent ça un accident en 1982 y Sweet Lies en 1988.
En 2006 publicó un libro sobre recuerdos de su vida: Pleure pas, c'est pas grave...: souvenirs, Éditions Flammarion. 350 p. ISBN 2080688847.
Falleció de cáncer el 21 de enero de 2021 en París, a los 79 años.

## Filmografía seleccionada
| Año  | Película                                                         | Papel                                     |
| ---- | ---------------------------------------------------------------- | ----------------------------------------- |
| 2009 | Mensch                                                           |                                           |
| 2008 | Nuit de chien                                                    | Risso                                     |
| 1983 | Par-deterioro                                                    |                                           |
| 1982 | Ils appellent ça un accidente                                    | Julie Fabre                               |
| 1980 | La bande du Rex                                                  | Janine                                    |
| 1979 | Le temps des vacances                                            | Martine                                   |
| 1978 | Occhi dalle stelle                                               | Monica Stiles                             |
| 1978 | I gabbiani volano basso                                          | Isabelle Michereau                        |
| 1978 | Der Mann im Schilf                                               | Loraine                                   |
| 1977 | Gli ultimi angeli                                                | Elisabetta                                |
| 1977 | Fire in the water                                                | como ella misma                           |
| 1976 | Un sussurro nel buio                                             | Camilla                                   |
| 1976 | Une femme fidèle                                                 | Flora de Saint-Gilles                     |
| 1975 | Ambición fallida                                                 | Karine                                    |
| 1975 | The Romantic Englishwoman                                        | Miranda                                   |
| 1974 | Hold-Up - Atraco en la Costa Azul                                | Judy                                      |
| 1974 | Vous intéressez-vous à la chose ?                                | Lise                                      |
| 1973 | L'Histoire très bonne et très joyeuse de Colinot trousse-chemise | Bertrade                                  |
| 1973 | Profesión: Aventuriers                                           | Marie Chapuis                             |
| 1972 | Le moine                                                         | Mathilde                                  |
| 1972 | Absences répétées                                                | Sophie                                    |
| 1972 | Le Sex Shop                                                      | Jacqueline                                |
| 1972 | Barbe-Bleue                                                      | Erika                                     |
| 1971 | When Eight Bells Toll                                            | Charlotte                                 |
| 1971 | Doucement les basses (Easy Down There! Or Take It Easy)          | Rita                                      |
| 1969 | El ejército de las sombras                                       | un amigo de Jean-François (sin acreditar) |
| 1969 | Le main                                                          | Sylvie                                    |
| 1969 | Le sorelle                                                       | Diana                                     |
| 1968 | La Leçon particulière                                            | Frederique Dampierre                      |
| 1967 | El silencio de un hombre (Le Samouraï)                           | Jane Lagrange                             |